# Schloss Friedrichstanneck

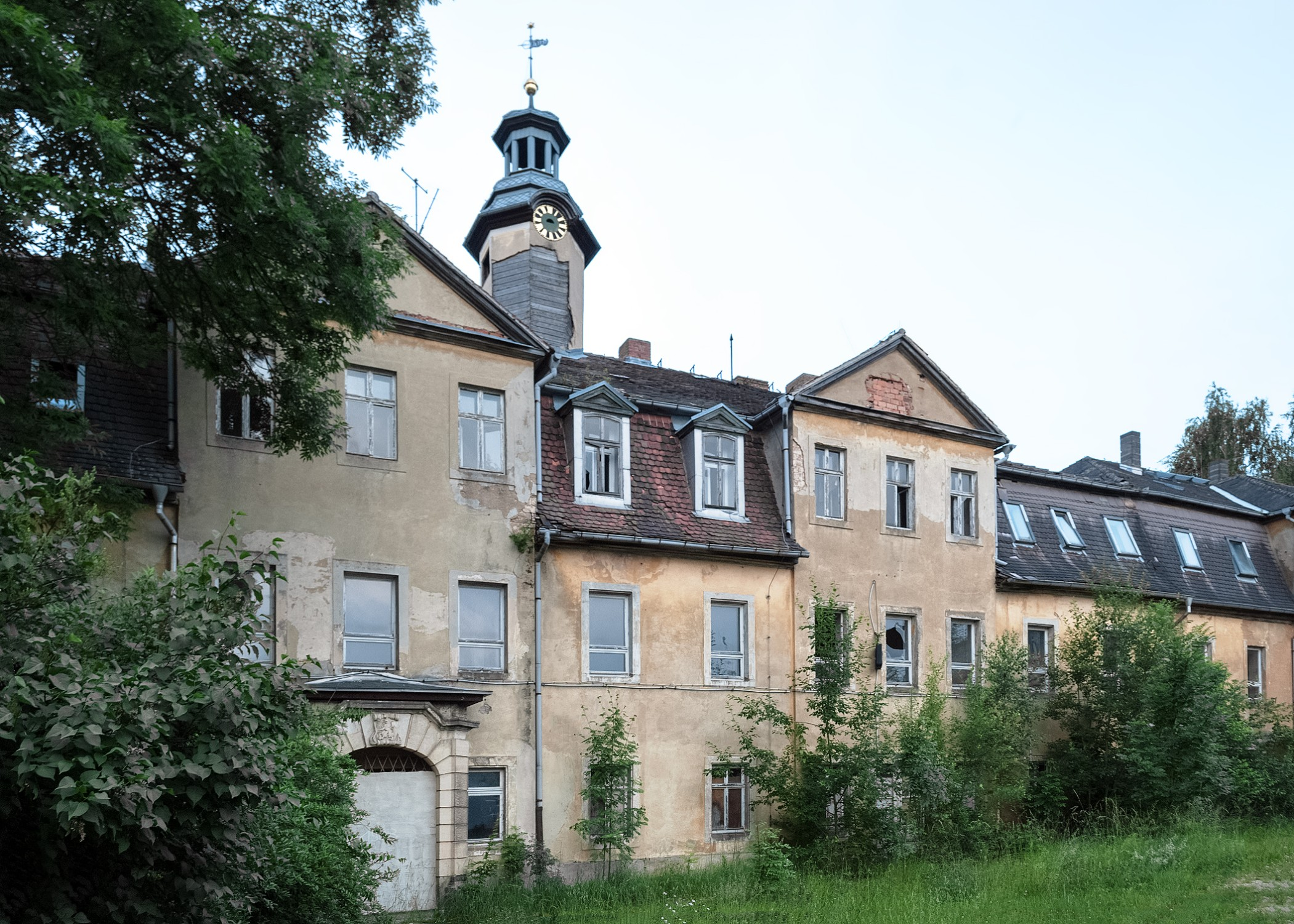
Vorderseite

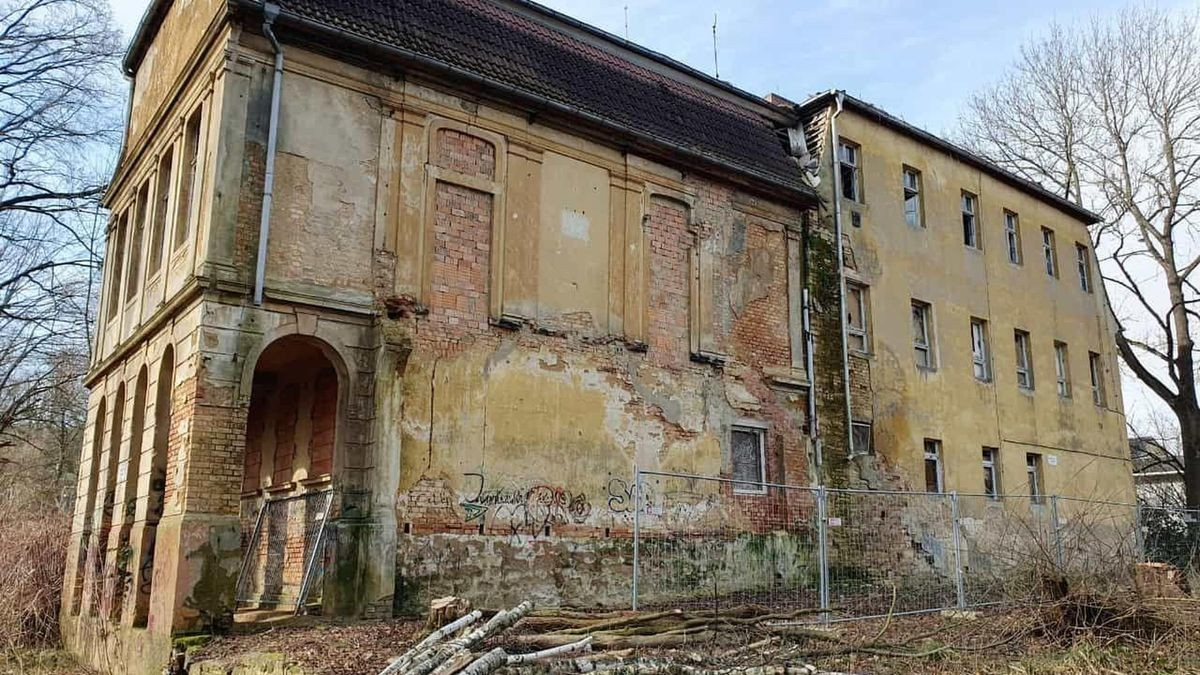
Nordostseite

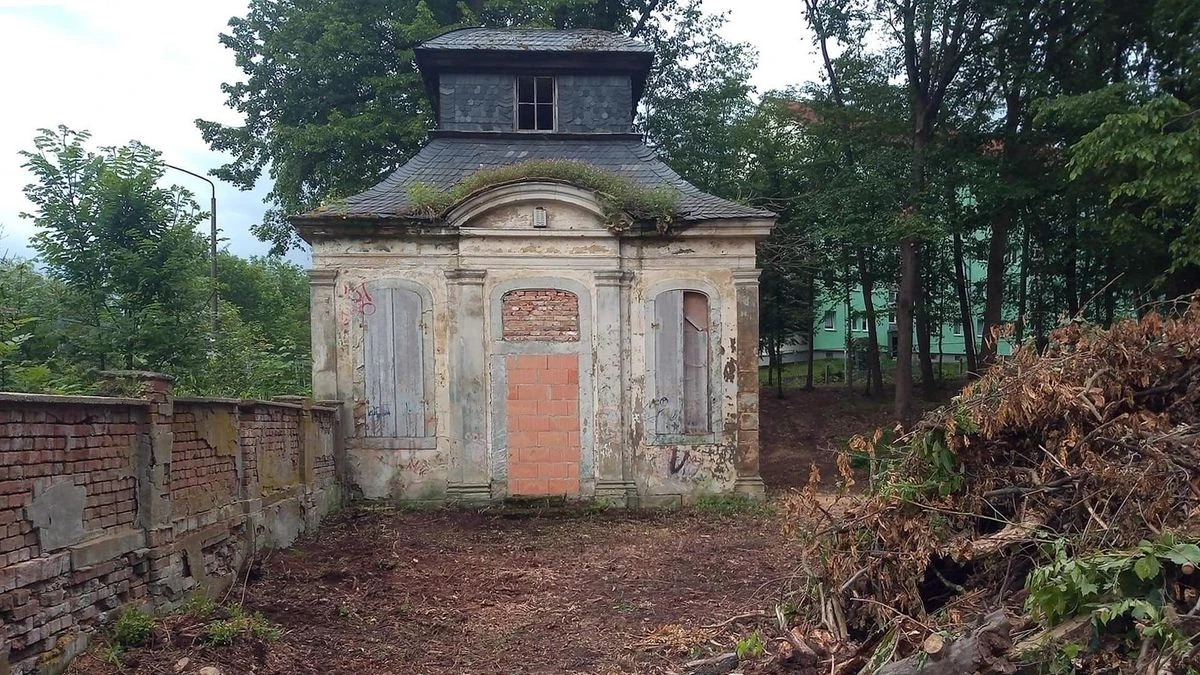
Das ehemalige Teehaus aus dem 18. Jahrhundert

Das Schloss Friedrichstanneck steht in der Saasaer Straße 1/1e im Ortsteil Friedrichstanneck der Stadt Eisenberg im Saale-Holzland-Kreis in Thüringen. Es ist als Einzeldenkmal unter der ID Q18630538 in der Liste der Kulturdenkmale in Eisenberg (Thüringen) eingetragen und unterliegt so den Vorschriften des Thüringer Denkmalschutzgesetzes.

## Geschichte

### Rittergut Tanneck
Im westlich von Eisenberg gelegenen Dorf Tanneck wurde 1542 ein Rittergut mit einem Vorwerk erwähnt. Besitzer war Rudolph von Kayn. 1592 war das Gut im Besitz des Eisenberger Schössers Georg Neumeyer. Dieser verkaufte es dem Stadtschultheiß Johann Beyer, der es 1698 dem Hausmarschall Bose weiter veräußerte.

### Witwensitz der Herzöge und ihrer Entourage
1707, nach dem Tod von Herzog Christian von Sachsen-Eisenberg, erwarb seine kinderlose Witwe Sophie Marie (1661–1712) das Gut als Alterssitz. Nach ihrem Tod ging es 1713 in den Besitz von Justine von Schauroth über, danach an Engelberth Otto, Rath und Leibmedicus aus Weißenfels. Nach acht Jahren kaufte es der Oberforstmeister von Mosel aus Lausnitz für seine Frau Elisabeth von Altbokkum. Er erwarb zusätzlich Grundstücke und Waldungen und erhielt 1731 von Herzog Friedrich II. die Erlaubnis, den Ort Friedrichstanneck zu nennen. 1751 wurde „Doctor“ Gottlieb Friedrich Spindler als Eigentümer genannt.

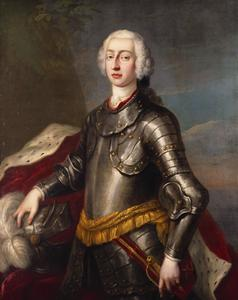
Prinz Johann Adolf von Sachsen-Gotha-Altenburg (1721–1799)

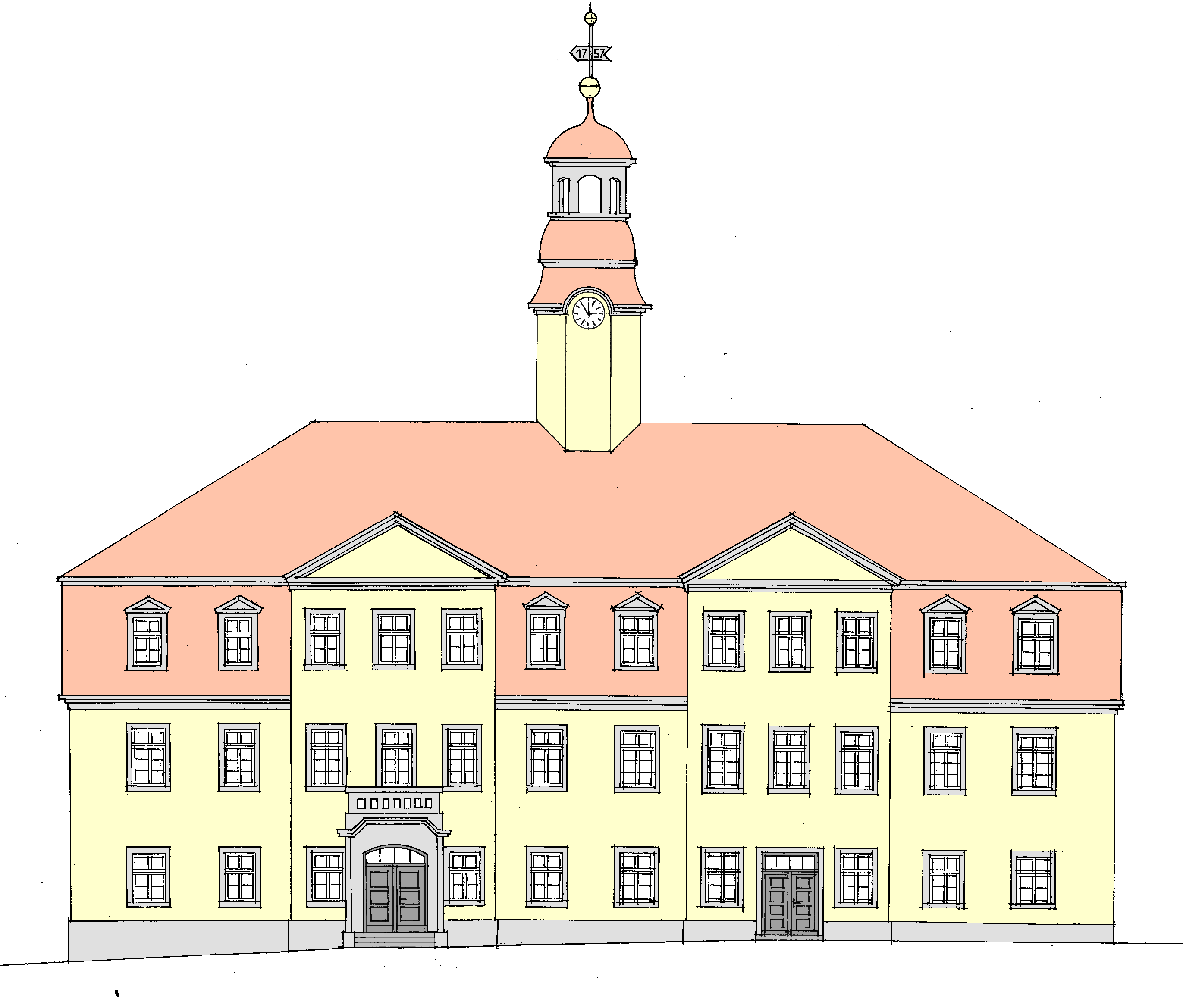
Nord-West-Fassade um 1760

### Erneuerung von Schloss und Park unter Prinz Johann Adolf von Sachsen-Gotha-Altenburg
1751 erwarb Prinz Johann Adolf von Sachsen-Gotha-Altenburg, ein jüngerer Bruder des regierenden Herzogs Friedrich III. von Sachsen-Gotha-Altenburg, das Anwesen. Er ließ das Schloss schrittweise im frühklassizistischen Stil der Aufklärungszeit erneuern. Nach Verlust seines Regiments zu Beginn des Siebenjährigen Krieges 1756 und seiner Entlassung aus preußischer Kriegsgefangenschaft nutzte er ab 1757 Friedrichstanneck als seinen Hauptwohnsitz. Den Park ließ er während der Zeit nach dem Vorbild der Gothaer Schlossparks als englischen Garten anlegen.
Er war morganatisch mit Marie Maximiliane Elisabeth Schauer (* 25. Oktober 1732, † 31. Januar 1779) verbunden. Beide wurden zwischen 1760 und 1765 Eltern dreier Kinder, das Jüngste verstarb dabei kurz nach der Geburt. Am 6. Januar 1775 wurde der Prinz zum General der Infanterie ernannt. Er starb am 29. April 1799 auf dem Schloss Friedrichstanneck.
Seine Tochter Johanna Adolfine Friederike, die seit 1783 mit dem Dragoneroberst Johann Erdmann Siegmund von Schütz verheiratet war, erbte das Schloss und verkaufte es an den Eisenberger Porzellanfabrikanten Heinrich Ernst Mühlberg. Dessen Bruder richtete dort eine Porzellanmalerei ein.

### Familiensitz der von Schroedel-Siemau und Kühn-von-Burgsdorff
1899 kauften der Hallenser Verleger und Kommerzienrat Hermann Ludwig (genannt Louis) Schroedel (1864–1943), Besitzer des Schroedel Verlags, und seine Frau Thekla Margarete, geb. Schade, das Anwesen. Sie hatten eine Tochter, Frieda-Luise geb. von Schroedel (Frieda-Luise geb. von Schroedel (* 20. Oktober 1895 in Halle, † 21. März 1975 in Darmstadt) ) und einen Sohn, Joachim von Schroedel (1901–1963). 1903–1904 ließen sie das Schloss umbauen, einen Gebäudetrakt mit Saal anbauen, den barocken Schlosspark herrichten und das Teehaus mit einem Springbrunnen verzieren. 1909 wurde Hermann Ludwig Schroedel in den Adelsstand erhoben. Frieda-Luise heiratete am 24. Juli 1919 in erster Ehe den Fabrikbesitzer und kgl. preußischen Hauptmann Ernst Werner Kühn (* 10. August 1886, † 18. Januar 1930) und am 19. Mai 1932 in zweiter Ehe den Land- und Forstwirt Hans von Burgsdorff (* 8. Juni 1883 in Bad Köstritz, † 27. Juli 1955 in Friedrichstanneck) aus dem märkischen Uradelsgeschlecht von Burgsdorff. Beide Hochzeiten fanden auf dem Schloss statt. 1943 starb Hermann Ludwig von Schroedel-Siemau, und Frieda-Luise erbte das Schloss mit den dazugehörigen Ländereien.

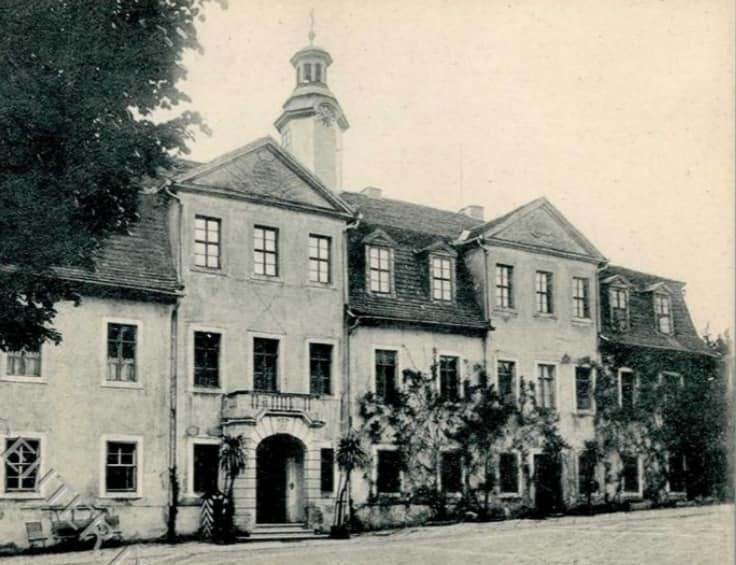
Ansicht um 1900

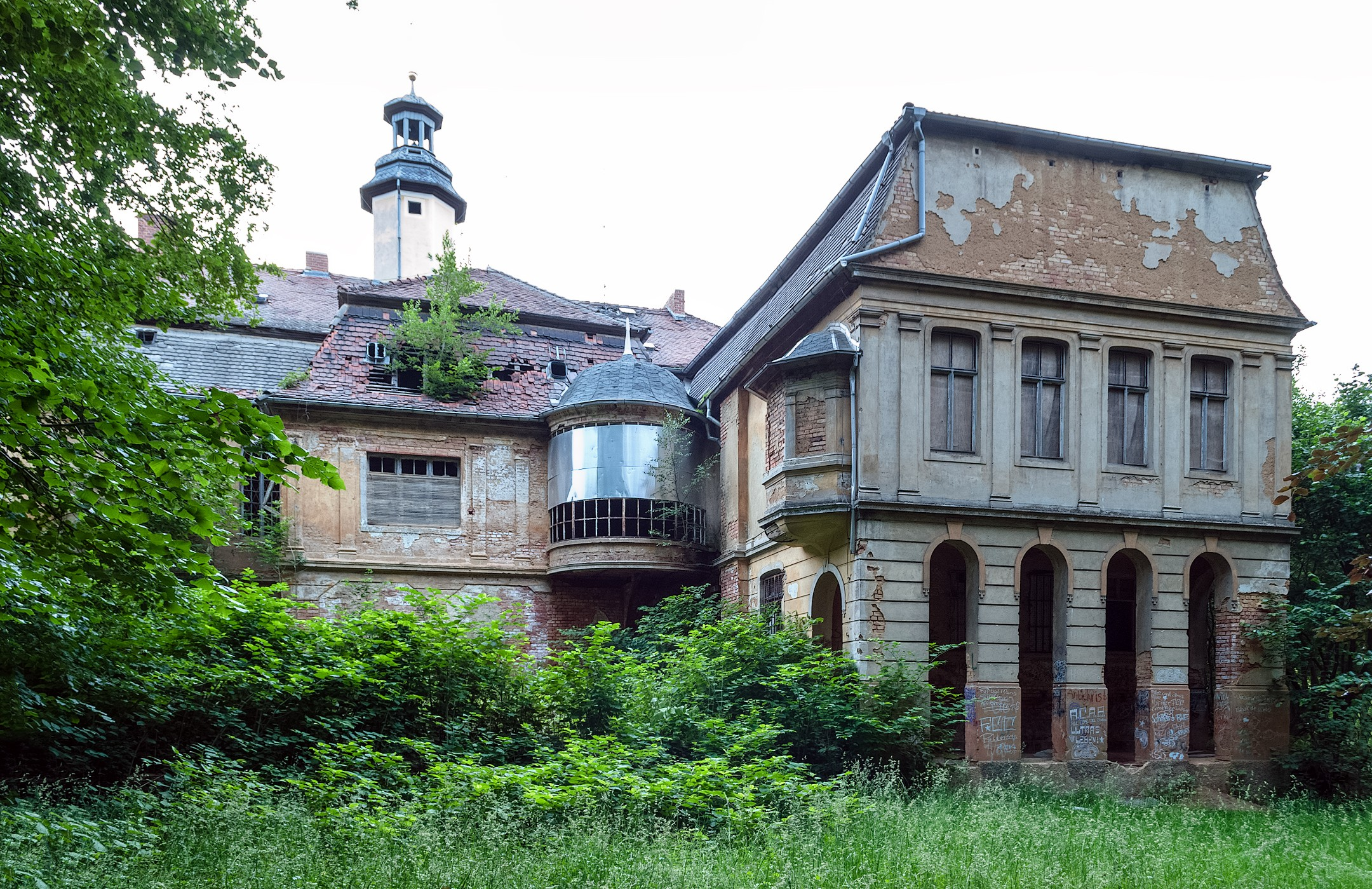
Parkseite mit Festsaal-Anbau

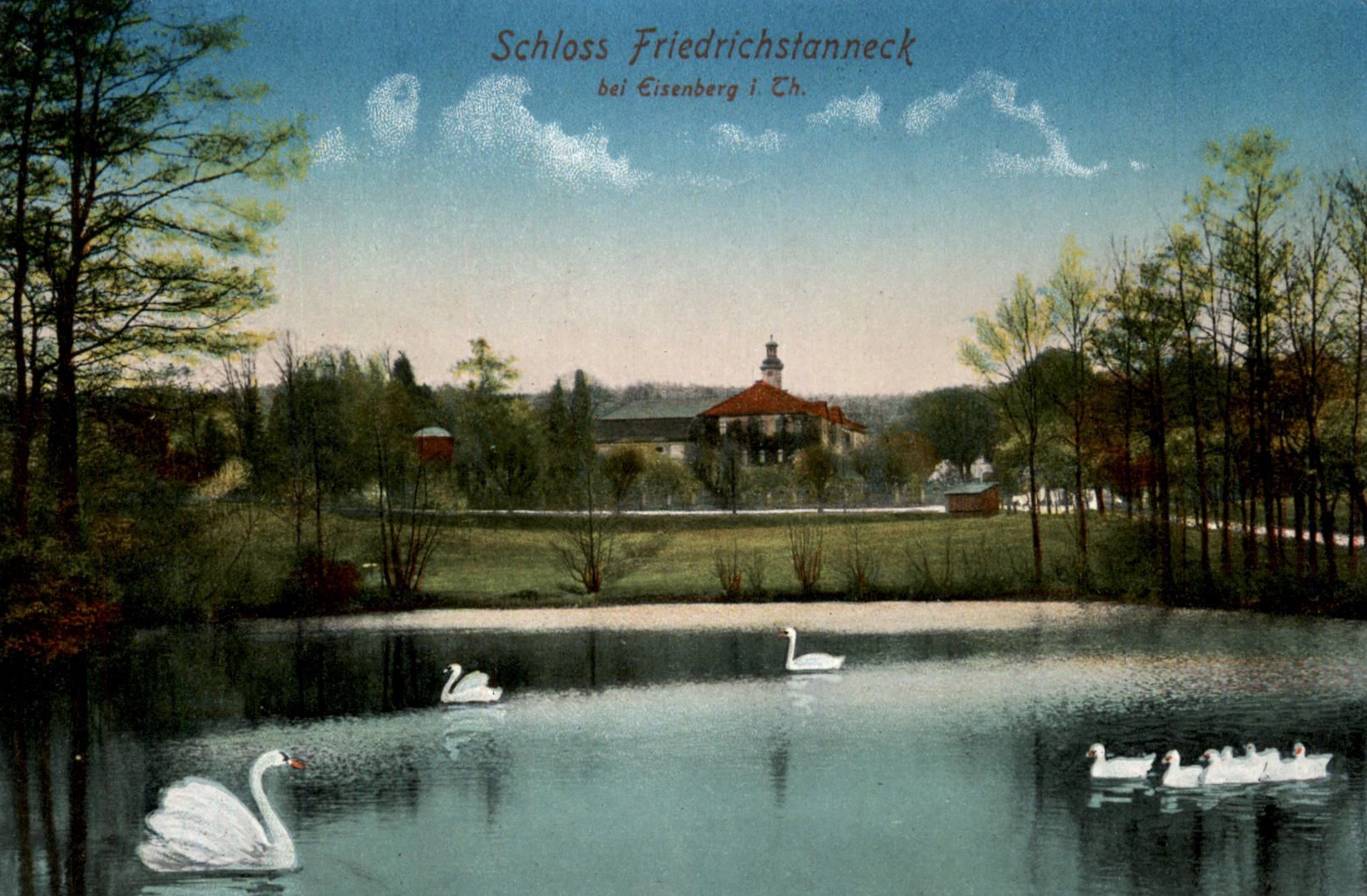
Ansicht im Park um 1910

In Folge des Zweiten Weltkriegs wurde der Verlag in Halle enteignet. Hans von Burgsdorff weigerte sich, das Schloss zu verlassen und kam für drei Jahre in die Sowjetunion in Lagerhaft. Nach seiner Rückkehr gründete Frieda-Luise am 1. Oktober 1949 im Gedenken an ihren Vater die "Hermann von Schroedel-Stiftung", auf die das Schloss und ca. 34 ha Wald übertragen wurden. Vorsitz der Stiftung hatte Kurt Hermann Boehm, wissenschaftlicher Mitarbeiter des Thüringischen Ministeriums für Wirtschaft. Ein halbes Jahr später wurden die Übertragungen beurkundet und es erfolgte "(...) die Eintragung eines unentgeltlichen Wohnungsrechtes" auf dem überlassenen Flurstück 43/2 an den in der Urkunde bezeichneten Räumen für a) den Rentner Hans von Burgsdorff, b) Frau Frieda-Luise von Burgsdorff, c) den Chemiker Johann-Werner Kühn, Hanau, d) den Landwirt Ernst-Ludwig Kühn, z.Z. Ritterhude bei Bremen sowie die Familien der zu c und d Benannten (...)". Die Familie blieb zunächst in Friedrichstanneck, und Hans von Burgsdorff verfaßte dort unter dem Titel "Stammtafeln des uradligen Geschlechts der Herren von Burgsdorff" eine 4-bändige Geschichte seiner Familie, die nach seinem Tod 1958-1959 durch Alhard von Burgsdorff-Garath herausgegeben wurde. 1956 emigrierte Frieda-Luise von Burgsdorff mit ihren Söhnen nach Westdeutschland, da sie für Unternehmer keine Zukunft mehr in der DDR sah.
Am 20. August 1958 wurde ihr restliches Eigentum unter Staatliche Verwaltung des VEB Kommunaler Wohnbesitz gestellt. 1959 erfolgte ein Beschluss des Stiftungsvorstandes zur Auflösung mit folgender Begründung: "Die Stiftung erfüllt nicht mehr den Stiftungszweck, da der Anfall von Erträgnissen und sonstigen Einkünften zur Erhaltung und Förderung der Stiftung nicht mehr ausreicht, insbesondere nicht zur notwendigen Instandsetzung der für Wohnzwecke genutzten Räumlichkeiten. Von Jahr zu Jahr sind die Anforderungen für diesen Zweck von ursprünglich 1/5 bis 1/2 der Gesamterträgnisse gestiegen, wie aus der Zusammenstellung der Einkünfte und Ausgaben nach den Jahres-Steuerbilanzen hervorgeht. Die Friedrich-Schiller-Universität Jena, der im Falle des Erlöschens der Stiftung das Vermögen zufallen soll, hat die vorgesehene Übernahme der im Absatz II. der Stiftungsverfassung aufgeführten Vermögenstelle aus finanziellen Gründen abgelehnt..... Am 28. Februar 1969 wurde auch das restliche Eigentum von Frieda-Luise formal enteignet und in Volkseigentum überführt.

### Nutzung zur DDR-Zeit als Wohnhaus, Kreisheimatmuseum u.a.
Nach dem Kriege wurde das Schloss vor allem zum Wohnen genutzt.
Bereits 1953 hatte zudem der Rat des Kreises in einem Teil des Schlosses ein Kreisheimatmuseum einrichten lassen.

“(...) Die Schätze des Museums, das dank der Rührigkeit der Natur- und Heimatfreunde im Deutschen Kulturbund aus den Resten der Sammlungen des ehemaligen Geschichts- und Altertumsvereins entstand, werden den Besuchern in fünf großen Räumen, im Hausflur, Treppenaufgang und in den Nebenräumen anschaulich vorgeführt. Angefangen mit der Ur- und Frühgeschichte mit Funden aus dem Kreisgebiet (Eisenberg) sind bis zur Neuzeit viele interessante Ausstellungsgegenstände vorhanden. Auch Zeugen aus der Geschichte der Eisenberger Arbeiterbewegung, u.a. Fahnen, Druckschriften, werden hier gesammelt und ausgestellt. Gute Stücke zeigt die Sammlung bäuerlicher Haus- und Arbeitsgeräte.”

Am Schloss und damaligen Kreismuseum befanden sich sechs Epitaphe der Vorbesitzer. Drei der sich dort ehemals im Eingangsbereich befindlichen Epitaphe sind im Hof des neuen Eisenberger Stadtmuseums im Klötznerschen Haus eingebaut. Drei weitere gingen als Dauerleihgabe an den Steinmetzmeister Udo Rauschert in Bürgel. Ab 2011 sollten alle restauriert werden. Mit dem Einzug der Gesellschaft für Sport und Technik, dem Jugendklub und später dem Kindergarten (bis 1994) verschlechterten sich die Bedingungen für das Museum. Nachdem durch Diebstahl Einrichtungsgegenstände und Kunstwerke verlorengingen, wurde das Museum 1980 geschlossen.
Der verwildernde Schlosspark und das Teehäuschen wurden attraktive Ausflugsziele der Eisenberger Bevölkerung. Nachdem das früher auf dem Flurstück 43/4 gelegene gegenüber dem Schloss gelegene Wirtschaftsgebäude in den 60er Jahren abgebrannt war, wurde das Grundstück mit einer neuen Konsum-Kaufhalle bebaut.

### Leerstand und Verfall nach der Wende
Nach der Wende stellten die Kinder und Erben von Frieda-Luise von Burgsdorff am 8. Oktober 1990 einen Antrag auf Restitution. Das Eigentum des Flurstückes 43/2 mit dem Schloss und dem Park wurden noch im gleichen Monat der Stadt Eisenberg zugesprochen, die den Kindergarten dort noch bis ca. 1994 weiter betrieb und die Wohnungen durch die 1990 gegründete Eisenberger Wohnungsgesellschaft verwalten ließ. Das Eigentum an den nördlich, westlich und östlich des Schlosses gelegenen Flurstücken 43/3, 43/4 und 57/97, über die das Schloss erschlossen wird, wurde 1994 der Erbengemeinschaft Kühn-von Burgsdorff zugesprochen. Diese ließ im gleichen Jahr auch das auf ihrem restituierten Flurstück 43/3 stehende Kutscherhaus für Wohnzwecke sanieren und nutzt es bis heute zu Wohnzwecken. Die ehemalige Kaufhalle auf dem Flurstück 43/4 steht seit den 90er Jahren leer.
Das og. Wohnungsrecht am Schloss wurde 1996 wieder zugunsten der Familie Kühn-von Burgsdorff eingetragen. Eine entsprechende Sanierung unterblieb jedoch. Leerstand und Vandalismus führten dazu, dass sich das Gebäude seitdem in einem zunehmend ruinösen Zustand befindet. 2020 wurde Schloss und Park von der Eisenberger Wohnungsgesellschaft mit einem Bauzaun notgesichert.

## Beschreibung
Der zweigeschossige symmetrische Kernbau hat insgesamt 12 Fensterachsen. Er ist an der Straßenseite durch zwei leicht hervortretende, dreigeschossige Risalite gegliedert, die als Zwerchhäuser mit flachgeneigten Giebeln ausgebildet sind. Auch im Mansardgeschoss, sind die Fenster innerhalb der Fensterachsen der unteren Geschosse angeordnet sind. Die Mitte des Gebäudes wird durch einen achteckiger Dachreiter bekrönt, der eine Uhr mit goldenen Ziffern enthält und oben mit einem geschwungenen Dach abschließt.
Der Haupteingang im ördlichen Gebäudeteil besaß ein vorgemauertes Portal mit 3-stufiger Eingangstreppe und einem Sandsteinbalkon.
Nach Südwesten ist ein quadratischer Baukörper mit eigenem Walmdach an den Schlossbau angelehnt, dessen beiden Westecken wie Eckrisalite leicht gegliedert sind. Über einem Nebeneingang befindet sich im Portal ein vermutlich neuzeitlich gesetztes Doppelwappen. Dadurch besteht die ursprüngliche Symmetrie des Gebäudes heute nicht mehr.
Zur Parkseite befindet sich ein weiterer, L-förmig abknickender Gebäudeflügel neben dem Mittelrisaliten, der offenbar aus dem späten 19. Jahrhundert stammt. Er weist rundbogig geschlossene Arkaden im Erdgeschoss und einen Festsaal im Obergeschoss auf. Die Fassaden von Mittelrisalit und Ostflügel sind in den Obergeschossen durch flache Pilaster gegliedert.
In der Rückfront des Hauptgebäudes ist der nordöstliche Risalit noch erhalten in den ein schmaler Treppenturm eingebaut ist. Das Südwest nach Nordost ausgerichtete Anwesen hat seine Schlossfront nach Nordwesten. An der Nordostecke ist ein schmalerer Bau nach Südosten angebaut. Auf dem Mansardwalmdach sitzt mittig ein stark überhöhter Glockenturm mit barocker verschieferter Haube, Turmuhr, vergoldeter Kuppel und einer Wetterfahne mit dem Zeichen „JA 1757“ und einer vergoldeten stilisierten Sonnenkugel. Die Eingangsportale sind mit Sandsteinfiguren geschmückt.
Im Innern sind noch teilweise Räume mit barocker Ausgestaltung, farbigen Seitenwänden und Stuckdecken mit Rosetten und Wappendarstellungen erhalten. Über den Türen sind unterschiedlichste Friese eingelassen.
Das Anwesen ist von den Resten eines ca. 6.000 m² großen Schlossparks, früher Schroedels Park genannt, umgeben, in dem sich im Südosten ein runder, zweistöckiger, 1907 vom Charlottenburger Architekt R. M. Schmidt für die von Schroedel-Siemauschen Besitzer projektierter, Aussichtsturm mit Wendeltreppe im Innern und einer Zinnenbekrönung befindet. Ein quadratisches dreiachsiges Teehäuschen, mit Schieferwalmdach über kleinem Bogengiebel an jeder Seite und eingeschossigem Turmaufbau, ist der Rest zweier Lusthäuschen, die bei der Anlage des ehemals barocken Parkes gebaut wurden.
Schlossbau, Teehaus und Aussichtsturm haben schadhafte Dächer und sind dringend sanierungsbedürftig. Da die Außenmauern aus massivem Bruchstein errichtet sind, ist eine wirtschaftlich zumutbare Modernisierung des aus dem 18. Jahrhundert stammenden Kernbaus als Mehrfamilienhaus bei denkmalgerechter Rekonstruktion des Äußeren noch möglich. Dachziegel, Fenster, Fassadenputz und Außenanstrich müssen ohnehin regelmäßig erneuert werden.

### Fotogalerie innen

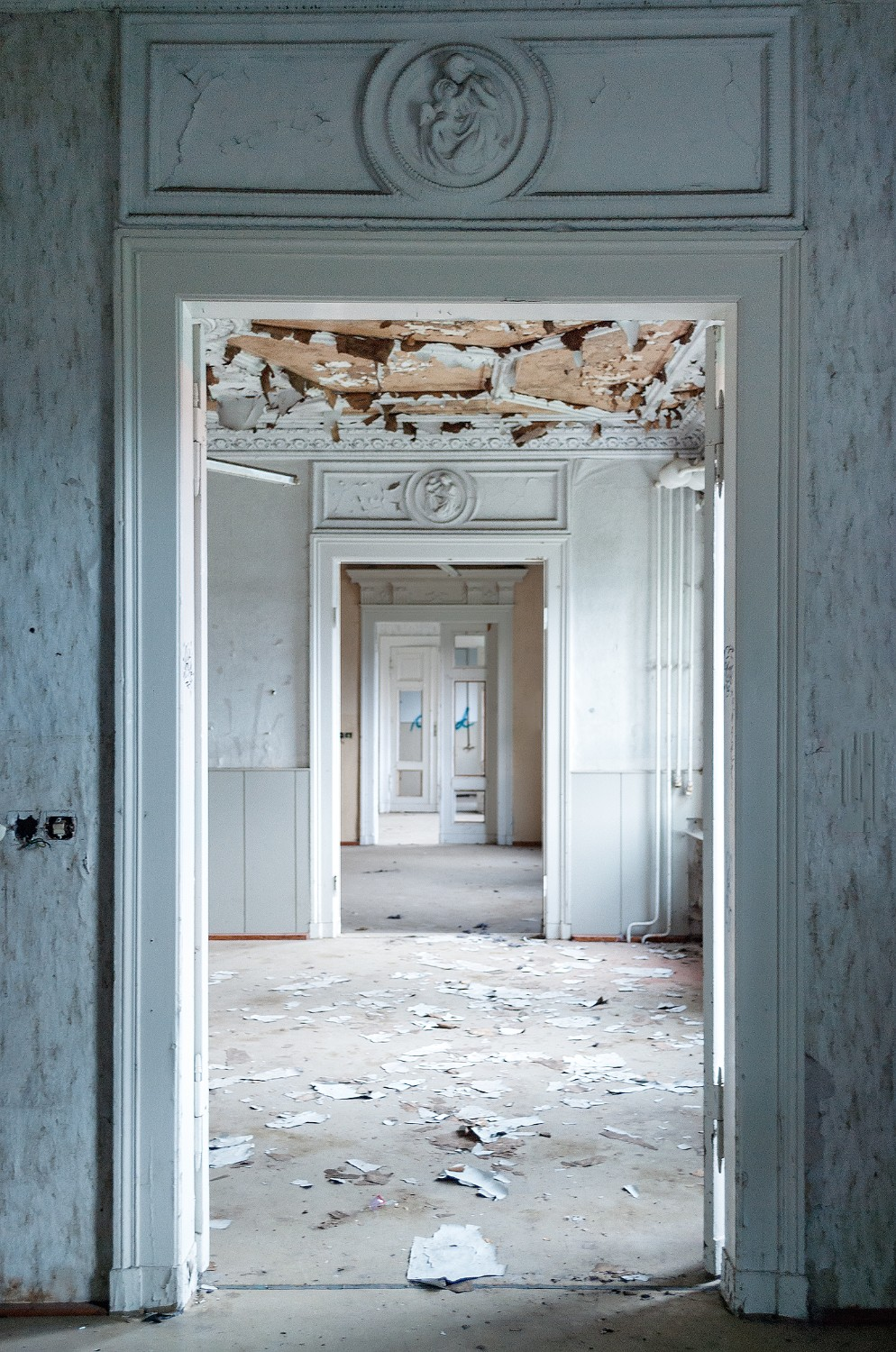
Enfilade
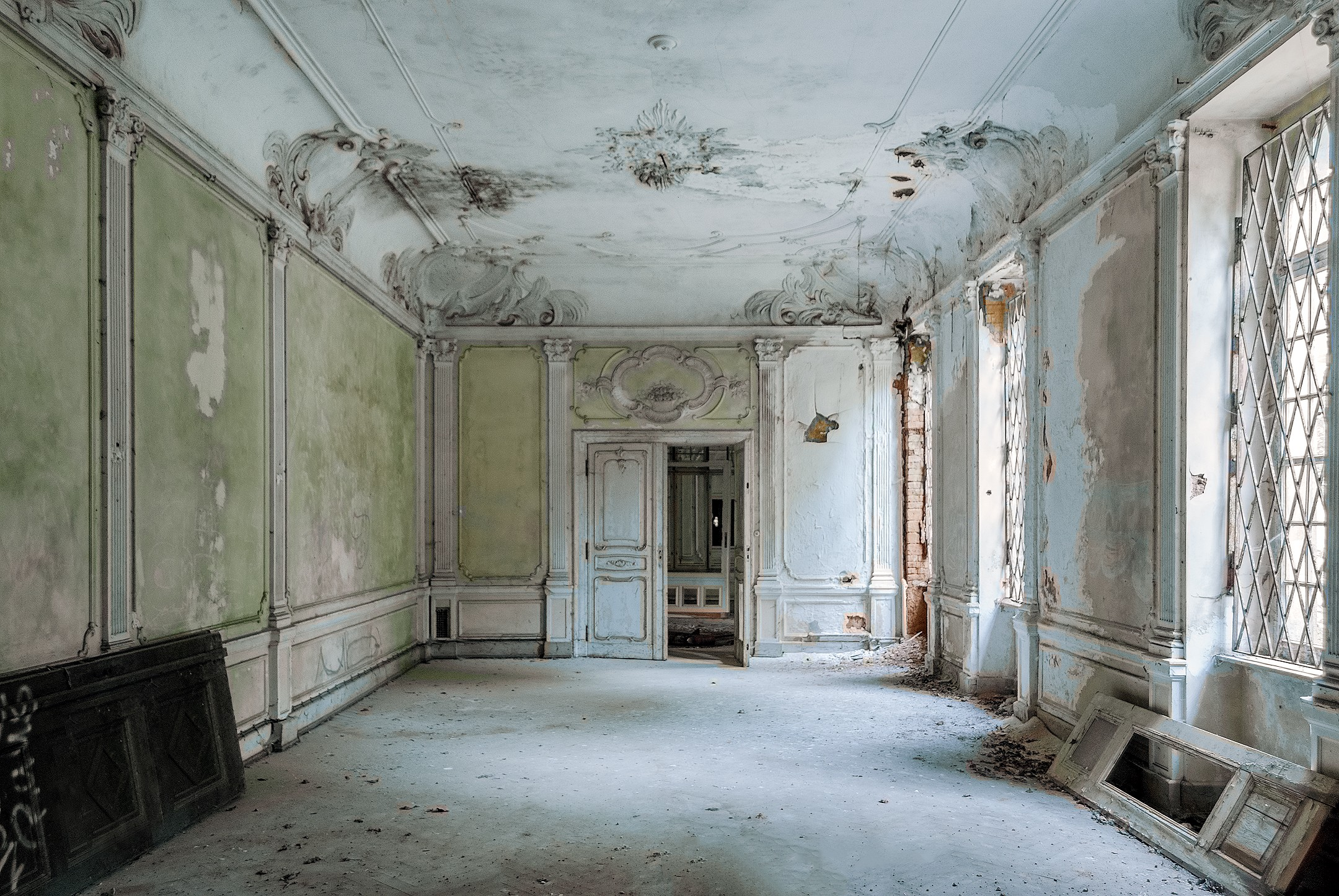
Gartensaal
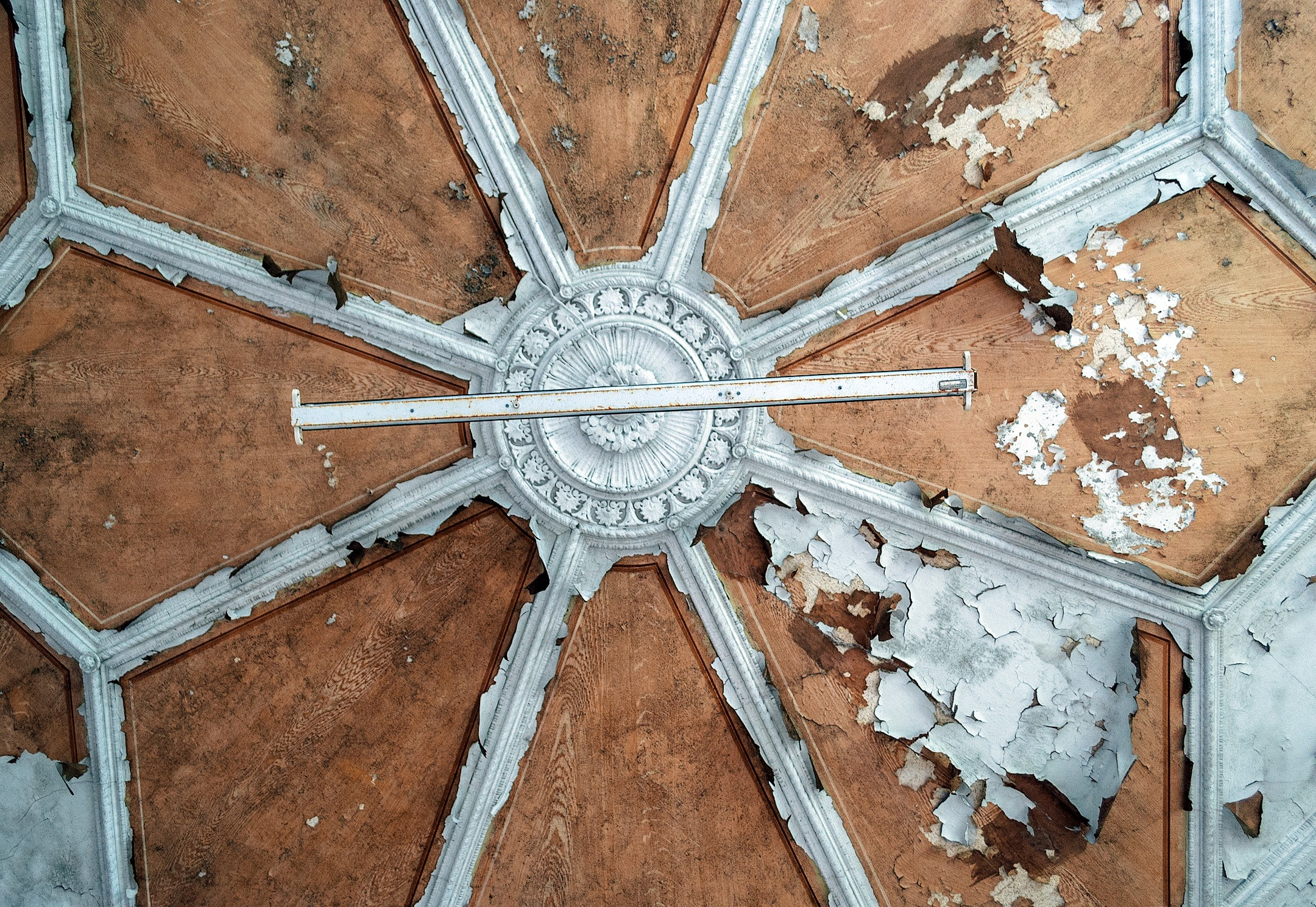
Stuckdecke
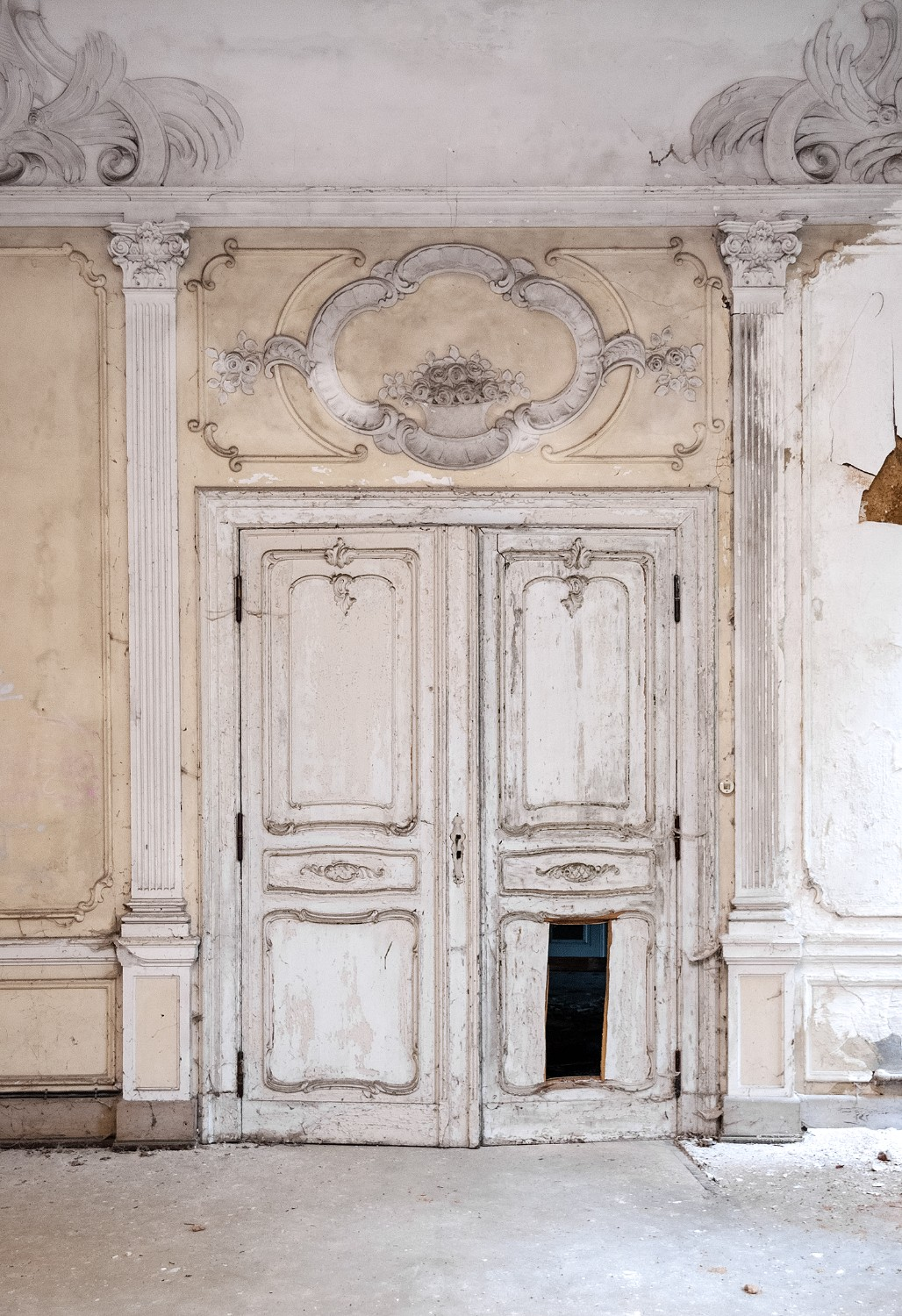
Rokoko-Flügeltür
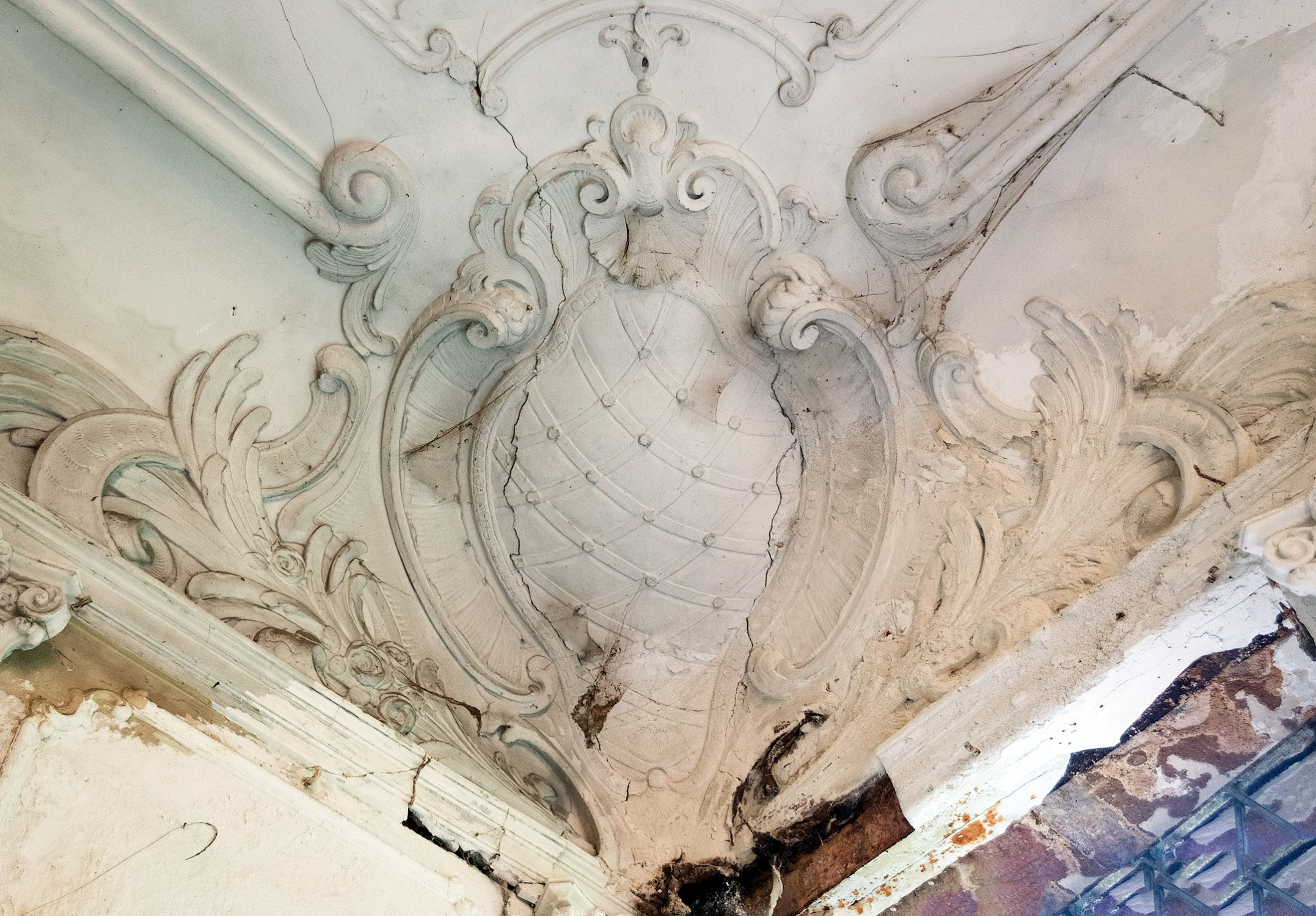
Rokoko-Ecke

## Rechtslage und Planungen

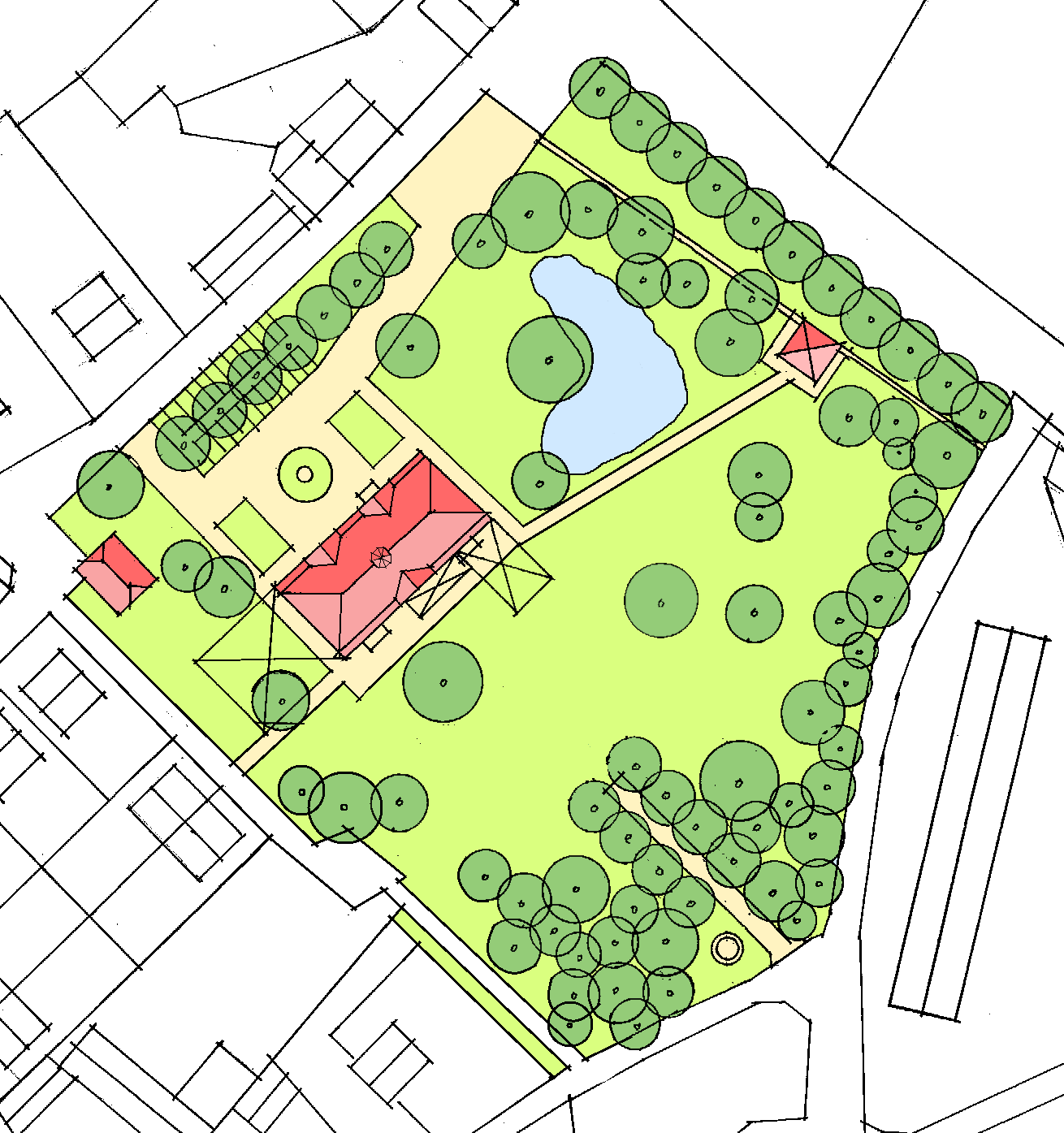
Vorschlag zur städtebaulichen Rahmenplanung von Elmar Nolte

Gemäß der am 23. Oktober 2024 vom Thüringischen Landesamt für Denkmalpflege und Archäologie veröffentlichten Denkmälerliste handelt es sich bei dem auf den Flurstück(e) 43/2, 43/3, 43/4 der Gemarkung Friedrichstanneck, Flur 1 gelegenen Schloss Friedrichstanneck, bestehend aus dem Schloss mit Pavillon, Turm, Park, und Einfriedung um ein Einzeldenkmal nach § 2 des Thüringer Denkmalschutzgesetzes. Danach besteht an seiner Erhaltung ein öffentliches Interesse. In § 7 des Denkmalschutzgesetzes heißt es: (1) Eigentümer und Besitzer von Kulturdenkmalen sind verpflichtet, diese im Rahmen des Zumutbaren denkmalgerecht zu erhalten und pfleglich zu behandeln (...) Der Verpflichtete kann sich nicht auf die Belastung durch erhöhte Erhaltungskosten berufen, die dadurch verursacht wurden, dass Erhaltungsmaßnahmen entgegen den Bestimmungen dieses Gesetzes oder sonstiger öffentlich-rechtlicher Vorschriften unterblieben sind.
Da sich das Objekt bereits in Besitz der kommunalen Wohnungsbaugesellschaft befindet, liegt es nahe, es gemäß seiner ursprünglichen Zweckbestimmung wieder zu Wohnzwecken zu nutzen. Dadurch könnten auch Mieteinnahmen generiert, ein Beitrag zur Behebung der aktuellen Wohnungsnot geleistet und sinnvolle Beschäftigung organisiert werden. Eine Sanierung und Nutzung wird seit einiger Zeit intensiv in den Medien und der Politik diskutiert.
Eine Übernahme und Sanierung durch die Stiftung Thüringer Schlösser und Gärten wurde bisher durch diese abgelehnt. Im April 2025 wurde der Wohnungsbaugesellschaft, der Stadt und der Denkmalfachbehörde eine Planungsvariante vorgelegt, nach der die Sanierungskosten durch Konzentration auf den im 18. Jahrhundert errichteten Kernbau und den Abbruch kunsthistorisch weniger wertvollen Erweiterungen des 19. Jahrhunderts auf ca. 3 Millionen Euro begrenzt und durch den Einbau von 11 Wohnungen die Wirtschaftlichkeit erhöht werden könnte. Dadurch könnte der Zuschussbedarf auf ca. 1 Millionen Euro gesenkt werden.